# Zilahy Károly
Zilahy Károly, teljesebb nevén Zilahy Kiss Károly (Zilah, 1838. október 28. – Buda, 1864. május 15.) hírlapíró és kritikus. Zilahy Imre bátyja.

## Pályája
Nemesi családból származott. Zilahy Kiss Károly ügyvéd és Kállay Charitas fia, Zilahy Imre bátyja. Iskoláit Zilahon és Kolozsvárt végezte, tizenöt éves korában megjelent az első munkája, egy fürdői tudósítás a kolozsvári Hetilapban (1853.). Ettől kezdve folytonosan írt nemcsak vidéki, hanem fővárosi lapokba is. Nagyobb arányú hírlapírói, kritikusi működése akkor kezdődött, amikor 1857 őszén Pestre ment és beiratkozott az egyetem jogi karára. Már ekkor betegeskedett, ez is hozzájárult ideges türelmetlenségéhez, mely bírálataiban és polémiáiban megnyilatkozott. Túlságosan önérzetes fellépése lassanként elidegenítette tőle Arany János körét és általában a nevesebb írókat.
Mivel részt vett az ifjúság politikai tüntetéseiben, a rendőrség kitiltotta Pestről. A bécsi egyetemen folytatta tanulmányait, 1860-ban ismét visszatért a magyar fővárosba, élete ettől kezdve a lázas írói munka és a betegségével való küzdelem között folyt. Tüdőbaja huszonhat éves korában sírba vitte.

## Írásai
Kiváló elemző tehetségű, szinte fékezhetetlen becsvágyú tollforgató volt. Tömérdek újságcikkét részint neve alatt, részint O-Q, Xen, Cucaracha, Borona; Kelen álnevek alatt írta. Prózai és verses dolgozatai a következő lapokban jelentek meg:
Hetilap (1853. tudósítása a sztojkai fürdőről); Magyar Sajtó (1855. 52. Athenaeum. 1860. 25. Tököly hadjárata 1690-ben. 197., 198. Jávorágak túl a hegyről. 242. Erdélyi levelek. 249. Chassin Petőfiről. 1863. 1. Szabad Sajtó. 4., 6., 8., 13., 23., 43., 44. külföldi útjáról szóló útirajzai. 52. 54. Az árvaügy mint égető kérdés hazánkban. 62., 64., 66., 68. Hivatlan bíró, fogadatlan prókátor. 145. A dalok földéről. 146. búcsúja a közönséghez a szerkesztőség nevében a lap megszüntekor). Családi Kör (1860. 11., 12. Futó tekintet az erdélyi nemzeti fejedelmek korszakára). Divatcsarnok 1858. 45. Dorval asszony, Sand emlékirataiból. 1859. 10. vers. 28. Gräfenbergi levelek. 1860. 9. 11. Bécsi tárcza. 35. Jávorágak túl a hegyről. 1863. 26. Berzsenyiról). M. Színházi Lap (1860. 5. A lelánczolt Prometheüsz. 15. Bécs, márcz. 21. – 34. Az ógörög irodalom). Vas. Ujság (1859. 13. Szilágysági oláhok. 27. Révay Miklós. 34. Csokonai Vitéz Mihály. 22. Lonovics József volt csanádi püspök. 49. Csengery Antal. 51. egy oláh költ. fordítása 1861. 20. Czuczor Gergely). Szépirodalmi Figyelő (1860-1. versek. 1861-2. Apropos-k és malapropos-k, Petőfi álláspontja). Koszorú (1864. I. Verőfényes napok. 1865. Egy magyar énekesnő külföldön). Alföldiek Segélyalbuma (1864. Hegedűszóban szép mese). Lisznyaí Album (1863. A dalok könyvéből. Kölcsey és Bajza). Hölgyfutár (1863. 3. Szabad sajtó. II. 2. Tompa Mihály jellemrajza. 1864. I. 29. Előfizetési felhívás Petőfi Sándor kimerítő életrajzára. II. 29. vers. II. 34., 35. novellafordítás Turgenyev után). Budapesti Szemle (1858., IV., 1860. X. könyvismertetések). Kritikai Lapok. (1862. I. 273. l. Irodalmi vértanuság. 277. 1. Haragos válaszra szelíd felelet). Budai Lapok (1862. 22. Írói jellemrajz Aranyról). Korunk Tárczája (1865. 3. Losárdi Zsuzsanna életrajza). Ország Tükre (1863. 34. Adat Petőfi életéhez. 1864. 24. Molnár Borbára. Ujfalvy Krisztina). Fővárosi Lapok (1864. 10. Újabb adatok Petőfi születéshelyét illetőleg 1-21. Petőfi Sándor életrajza). Vadász és Versenylap (1859. 2. Néhány szó a zsibói ménesről). Pesti Napló (1863. 249. Bajza Jenő halála. 1865. 56. Nizzai élet).

## Munkái

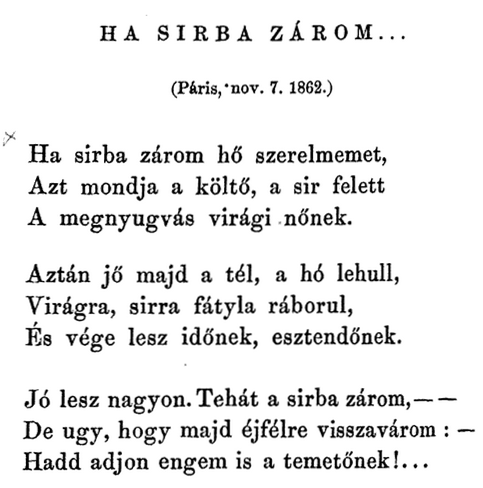
Ha sirba zárom... c. költeménye

- Egy szó tájékozásul. Nyílt levél gróf Dessewffy Emil úrhoz, mint a M. Tudóstársaság elnökéhez. Pest, 1859
- Az arkanzászi lókötők (Gerstäcker után fordította Ágay AdoIffal együtt). Pest, 1860
- Az erdélyi fejedelmek életirata a Demjén László által kiadott arczképcsarnokhoz magyarázatul. Kolozsvár, 1861
- A lelánczolt Prometheus. Pest, 1861 (második kiadása Tóth Rezső bevezetésével Magyar Könyvtár 27. 1898)
- Magyar koszorúsok albuma. Írói élet- és jellemrajzok. Pest, 1863 (2. kiad. 1864)
- Petőfi Sándor életrajza. Pest, 1864
- Tréfás versek gyüjteménye; a magyar költészetből összeszedte Zilahy Károly; Demjén és Sebes, Pest, 1864
- Alföldiek segélyalbuma; szerk. Reviczky Szever és Zilahy Károly; Pfeifer, Pest, 1864 Online
- Hölgyek lantja. Magyar költőnők műveiből; szerk. Zilahy Károly; Heckenast, Pest, 1865
- Zilahy Károly munkái. Szépirodalmi és széptani apróbb dolgozatok. Két kötet. Pest, 1865
- Hölgyek lantja. Magyar költőnők műveiből szerk. Zilahy Károly; 2., bőv. kiad.; Heckenast, Pest, 1873
- Zilahy Károly válogatott művei; vál., sajtó alá rend., bev., jegyz. Vargha Kálmán; Szépirodalmi, Budapest, 1961
- Magyar koszorúsok albuma. Írói élet- és jellemrajzok; Szépirodalmi, Budapest, 1977